# Агкенд (Ходжавендский район)
Агкенд (азерб. Ağkənd), до 1992 года — Спитакшен (азерб. Spitakşen), ранее — Агкенд или Ахъ-кендъ (азерб. Ağkənd) — село в Ходжавендском районе Азербайджана, является центром Агкендского сельского административно-территориального округа.

## География
Село Агкенд входит в состав Агкендского сельского административно-территориального округа Ходжавендского района, при этом село Агкенд является центром этого сельского административно-территориального округа.

## История
В советский период это село именовалось Спитакшен и являлось центром Спитакшенского сельсовета Мартунинского района Нагорно-Карабахской автономной области (НКАО) Азербайджанской ССР.
2 сентября 1991 года на совместной сессии Нагорно-Карабахского областного и Шаумяновского районного Советов народных депутатов была принята Декларация о провозглашении Нагорно-Карабахской Республики в границах Нагорно-Карабахской автономной области (НКАО) и сопредельного Шаумяновского района Азербайджанской ССР.
26 ноября 1991 года Верховный Совет Азербайджанский Республики принял Закон "Об упразднении Нагорно-Карабахской автономной области Азербайджанской Республики". В этом Законе было постановлено помимо упразднения Нагорно-Карабахской Автономной Области (НКАО), в том числе также и переименование Мартунинского района в Ходжаведский. Решением Милли Меджлиса Азербайджанской Республики от 29 декабря 1992 года село было переименовано в Агкенд. Таким образом, в настоящее время это село Агкенд и является центром Агкендского сельского административно-территориального округа Ходжавендского района Азербайджана.
15 мая 1991 года в ходе Карабахского конфликта высаженный десант азербайджанского ОМОНа произвел полную депортацию села
В результате Карабахского конфликта, село в начале 90-х годов ХХ-ого века попало под контроль непризнанной Нагорно-Карабахской Республики (НКР). Согласно административно-территориальному делению непризнанной республики село именовалось Спитакашен (арм. Սպիտակշեն) и располагалось в Мартунинском районе НКР.
В августе 2010 года в селе была построена новая трехэтажная школа рассчитанная на 130 учеников (прежняя вмещала 85). В школе были предусмотрены компьютерные классы, библиотека и спортивный зал, стоимость строительства составила 536 тысяч долларов. Усилиями Всеармянского фонда состоялось также открытие водопровода Гагартси — Агкенд, протяженностью 8 км. Сданный в эксплуатацию объект решил проблему водообеспечения села, имеющего почти 500 жителей. Отремонтировано также местное водохранилище.
Согласно Трёхстороннему Заявлению в ночь с 9 по 10 ноября 2020 года, подписанному по итогам Второй карабахской войны, село перешло под контроль Российских миротворческих сил.
В результате боевых действий в сентябре 2023 года Азербайджан восстановил свой контроль над селом.

## Население
По состоянию на 1 января 1933 года в селе проживало 586 человек (130 хозяйств), все — армяне.
Согласно переписи 2005 года население села составляло 422 человек